# Casu marzu
El casu marzu (en sard, "formatge podrit") és un formatge cucat (o formatge llenguat) típic de Sardenya, que desperta molta curiositat a causa del seu procés típic d'elaboració. És conegut també com a "casu frazigu", "casu modde", "casu becciu", "casu fattittu", "casu gumpagadu" (els noms són diferents segons les regions històriques de l'illa). Es tracta d'un formatge de gust picant, que li és conferit per les larves de la mosca casearia (Piophila casei) que l'infecten.
La seva venda és prohibida a Itàlia, tot i que es pot trobar al mercat negre a Sardenya.

## Característica
La seva recepta deriva del mètode d'elaboració del formatge pecorino sard, tot i que el casu marzu va més enllà, gràcies a l'acció digestiva de les larves de la mosca del formatge, Piophila casei. Aquestes larves s'introdueixen deliberadament en el formatge, la qual cosa produeix un nivell més acusat de fermentació i la ruptura dels àcids grassos. La pasta del formatge es fa tova i secreta un líquid anomenat "llàgrima". Les larves apareixen en el formatge com cucs blancs translúcids d'uns vuit mil·límetres de llarg que poden saltar fins a quinze centímetres, per la qual cosa és recomanat als degustadors d'aquest menjar que es protegeixin els ulls. Algunes persones en treuen les larves abans de consumir el formatge. L'aspecte del formatge és de pasta blanquinosa i s'hi aprecien les larves.